# فناوری اطلاعات و ارتباطات

استانداردهای تلویزیون‌های دیجیتال و پذیرش آن در سراسر جهان.

فناوری اطلاعات و ارتباطات (فاوا) به مجموعهٔ امکانات سخت‌افزاری، نرم‌افزاری، شبکه ای، و ارتباطی به منظور دستیابی مطلوب به اطلاعات گفته می‌شود. شاید پیدایش و استفاده از سیستم‌های تلویزیونی دیجیتال اصلی‌ترین دلیل ایجاد رشته‌ای به نام فناوری اطلاعات و رسانه باشد، البته این رشته در دو گروه فنی و مهندسی و برنامه سازی شکل گرفته‌است.
در شبکه‌های دیجیتالی رادیویی و تلویزیونی، هماهنگی بیشتری در انتخاب استاندارد وجود دارد و آن پخش رادیویی و تلویزیونی دیجیتال می‌باشد.(البته به استاندارد Eureka ۱۴۷ نیز شهرت دارد)

## رشتهٔ دانشگاهی
رشته فناوری اطلاعات و ارتباطات از سال ۱۳۸۵ برای اولین بار در دانشکده پست و مخابرات وزارت ارتباطات وابسته به وزارت ارتباطات و فناوری اطلاعات شروع به تدریس شده‌است؛ و بالاخره برنامه درسی کارشناسی "مهندسی تکنولوژی ارتباطات و فناوری اطلاعات ICT" با ده گرایش در جلسه روز ۲۵/۶/۸۷ شورای برنامه‌ریزی آموزش و درسی وزارت علوم تحقیقات و فناوری به تصویب نهایی رسید. این برنامه برای رفع نیازهای تخصصی (وزارت ارتباطات و فناوری اطلاعات) از سوی این وزارتخانه طراحی و تدوین شده و با تأیید گروه صنعت به دبیرخانه شورا ارسال شده بود. این رشته در واقع رشته‌ای مهندسی، مدیریتی و میان رشته‌ای بین مهندسی مخابرات و کامپیوتر و صنایع بوده و بیشتر مبحث آن در زمینه شبکه‌های کامپیوتری و مخابراتی است و بسیاری از دروس آن‌ها مشترک در این سه رشته‌است. این رشته به فناوری اطلاعات نیز نزدیک است و دروس مشترک دارند. وزارت علوم این رشته را در ۱۰ گرایش به تصویب رسانده  و دانشگاه جامع نیز این رشته را در سال ۱۳۸۹ با عنوان «مهندسی ارتباطات و فناوری اطلاعات» در دفترچه خود قرار داده‌است، و از همین سال دانشگاه‌های (امیرکبیر، شریف، علم و صنعت و تهران) نیز کارشناسی ارشد این رشته را در گرایشهای مختلف دایر کردند، این رشته از سال ۱۳۹۱ دارای دوره دکتری در پژوهشکده ارتباطات و فناوری اطلاعات ایران نیز می‌باشد. آنچه در این رشته در مورد اطلاعات مورد بررسی قرار می‌گیرد، روش صحیح انتقال داده‌است و در اصل پروتکل‌های ارتباطی و روش صحیح ذخیره دادگان در مدیریت شبکه‌ها را نیز مورد بررسی قرار می‌دهد. این رشته در مواردی همچون آموزش و تجارت اهمیت زیادی دارد، چرا که توانایی این را دارد که یک سیستم جدید را ایجاد کند که هر فرد بتواند با بهره‌گیری از آن راحت‌تر به اطلاعات دستیابی پیدا کند. این برنامه جهت آموزش مهندسینی طراحی شده که بتوانند نیازهای تخصصی تعداد زیادی از مشاغل مرتبط با "تکنولوژی ICT" را برآورده نمایند. این رشته برای ده طیف از متصدیان مشاغل مهندسی، مدیریتی و طراحی در وزارت ارتباطات با همکاری مشترک بین این وزارتخانه و وزارت علوم تدوین شده‌است. اولین گروه فارغ‌التحصیلان این رشته نیز از سال ۸۷ وارد بازارکار و قسمت‌های مختلف مخابراتی کشور در زمینه‌های فنی و مدیریتی شده‌اند. از سال ۱۳۸۸ نیز این رشته به صورت پایلوت میان دانشگاه‌های روزانه ایران تدریس شده‌است.

## گرایشها
رشته مهندسی فناوری اطلاعات و ارتباطات در ۱۱گرایش
- - دیتا (دیتا و امنیت شبکه)
- - سیستم‌های تحت شبکه
- - مدیریت ICT
- - بهره برداری (کاربردهای ICT)
- - مخابرات سیار (موبایل)
- - مخابرات ماهواره‌ای
- - مخابرات نوری
- - امنیت
- - سوییچ و انتقال
- - راهبری سیستم‌های مخابراتی
- مالتی مدیا (MIT)
- - سلامت دیجیتال (HIT)

### دروس پایه این رشته
مخابرات آنالوگ و دیجیتال - انتقال داده - تجهیزات داده - شبکه‌های کامپیوتری -مخابرات راه دور-مخابرات نوری-ریاضی-نرم‌افزار-سخت‌افزار

### دروس اصل این رشته
- دسته کامپیوتر: امنیت داده‌ها - امنیت شبکه - ارتباط داده‌ها - شبکه‌های NGN - سیستم‌عامل و مدیریت شبکه - اصول CCNA - فناوری اطلاعات - مهندسی فناوری اطلاعات - طراحی صفحات وب - برنامه‌سازی پیشرفته - پایگاه داده‌ها-ذخیره و بازیابی اطلاعات - تجارت الکترونیک - مدیریت فناوری اطلاعات
- دسته مخابرات: مخابرات دیجیتال - مخابرات نوری - مخابرات سیار (موبایل) - مخابرات ماهواره - سیگنالها و سیستم‌ها - طراحی شبکه GSM - مدیریت شبکه‌های مخابراتی- سوئیچینگ - رادیوماکس- امنیت در ارتباطات
- دسته صنایع: اقتصاد و مهندسی - اصول سرپرستی و مدیریت - تجزیه و تحلیل سیستم‌ها - سیستم‌های اطلاعات مدیریت (MIS) - مدیریت فناوری - کارآفرینی

این رشته هنوز رشته‌ای کاملاً نو در ایران است و فارغ‌التحصیلان آن از سال ۸۷ وارد بازار کار و مراکز دولتی شده‌اند. این رشته در کنکور سال ۱۳۸۵ نوترین رشته به حساب می‌آمده‌است و ده سال بعد یعنی در سال ۱۳۹۵ در محتوا و دروس آن بازنگری شده‌است.